# Cliff Morgan
Clifford Isaac “Cliff” Morgan (Trebanog, 7 aprile 1930 – Bembridge, 29 agosto 2013) è stato un rugbista a 15 internazionale per il Galles e per i British Lions e, dopo la carriera agonistica, commentatore televisivo di rugby nonché produttore, regista e conduttore di numerosi programmi radiofonici e televisivi, sia sportivi che di intrattenimento.
Come cronista sportivo è ricordato per essere stato il commentatore BBC dell'incontro del gennaio 1973 tra i Barbarians e la Nuova Zelanda a Cardiff in cui Gareth Edwards marcò quella che passò alla storia del rugby come «La meta».
Per la sua attività sportiva, sociale e professionale è stato insignito delle onorificenze dell'ordine dell'Impero Britannico, di quello vittoriano nonché ammesso in entrambe le Hall of Fame del rugby, l'International e quella dell'IRB.

## Biografia
Nato in una famiglia di minatori e cresciuto a Trebanog, villaggio del circondario di Rhondda, entrò nel Cardiff RFC subito dopo la fine delle scuole superiori nel 1949, imponendosi quasi subito all'attenzione per tecnica e accelerazione.

### Attività sportiva
Già nel 1951 era internazionale per il Galles, avendo debuttato nel Cinque Nazioni contro l'Irlanda a Cardiff, opposto al suo modello Jack Kyle.
Un anno più tardi, nel Cinque Nazioni 1952, guidò il Galles al Grande Slam.
All'epoca impiegato in una impresa di ingegneria, fu trasferito nel 1955 a Dublino, in Irlanda, e dovette cercare un club dove giocare, trovandolo finalmente nel Bective Rangers presso il quale, nel breve periodo in cui vi militò, contribuì alla vittoria della Coppa del Leinster, che il club non vinceva da vent'anni, realizzando una meta nella finale contro Old Belvedere.
In quello stesso anno fu incluso nella squadra dei British Lions che si recò in tour in Sudafrica, divenendone capitano in corso di spedizione; nel primo incontro della serie, disputatosi all'Ellis Park di Johannesburg davanti a quasi 100 000 spettatori, Morgan realizzò la meta che diede ai Lions il vantaggio nella serie, che poi terminò 2-2.
Tornato al Cardiff, divenne capitano anche della Nazionale gallese e continuò a giocare fino al 1958; la sua ultima partita in assoluto fu a Nairobi (Kenya) contro un XV degli East African, nelle file dei Barbarians, squadra che lo aveva invitato a più riprese a partire dal 1950.

### Attività giornalistica
Smesso di giocare, fu contattato dalla BBC che gli propose di curare l'organizzazione dei propri programmi sportivi; i suoi interessi tuttavia non si limitavano solo allo sport, in quanto fu autore di This Week, programma di attualità prodotto e trasmesso tra il 1964 e il 1966 da ITV; ancora per la BBC produsse Grandstand e Sportsnight with Coleman oltre a curare le telecronache degli incontri di rugby trasmessi dall'emittente televisiva di Stato britannica.
La telecronaca con la quale divenne internazionalmente famoso fu quella dell'ultimo incontro nelle Isole britanniche degli All Blacks nel corso del loro tour 1972-73 in Europa: il 27 gennaio 1973 si tenne al vecchio Arms Park di Cardiff il consueto incontro con cui i Barbarians “salutano” la Nazionale dell'Emisfero Sud in partenza; il cronista titolare avrebbe dovuto essere lo scozzese Bill McLaren (benché la circostanza, secondo altre fonti, risulti non confermata), ma un impedimento dell'ultima ora portò Cliff Morgan al microfono.
Dopo circa novanta secondi di gioco un'azione dei Barbarians iniziata da JPR Williams e proseguita tramite John Pullin, John Dawes, Tom David e Derek Quinnell, liberò Gareth Edwards che, lanciato in piena corsa con il pallone saldamente tra le mani, realizzò una spettacolare meta passata alla storia del rugby come «La meta più bella» (The Greatest Try) o, più perentoriamente, «La meta» per antonomasia (The Try); la telecronaca di quell'azione di gioco, enfatizzata dal commento di Morgan («Se il più grande autore del mondo della letteratura avesse scritto questa storia, nessuno l'avrebbe creduta!»), ancora nel 2002, in un sondaggio del canale televisivo britannico Channel 4 risultava essere al ventesimo posto tra le 100 più memorabili dello sport.
In seguito, nel 1974, gli fu affidata la direzione delle squadre esterne radiofoniche della BBC e, dopo due anni, assunse analogo incarico per quelle televisive; tra gli eventi da lui diretti figurano il matrimonio reale tra il principe Carlo e Diana Spencer il 29 luglio 1981 a Londra, la regia di varie edizioni dei Giochi del Commonwealth, delle Olimpiadi e della Coppa del Mondo di rugby; ritiratosi dal servizio dirigenziale nel 1987 per andare in pensione, continuò comunque nella conduzione di Sport on Four, programma da lui ideato nel 1977, su BBC Radio 4, e mantenne l'incarico fino al 1998, quando la trasmissione chiuse i battenti.
Nel giugno 1977 fu insignito dell'onorificenza di Ufficiale dell’Ordine dell’Impero Britannico per i suoi servizi alla comunità gallese in Inghilterra come presidente della Glamorgan London Society e, nel 1986, di commendatore dell’Ordine reale vittoriano per i suoi servizi all'emittenza radiotelevisiva.
Nel 1997, quando nacque l'International Rugby Hall of Fame, Morgan fu tra i primi ammessi insieme ai suoi connazionali JPR Williams, Barry John e Gareth Edwards.
Nel 2009 fu ammesso anche nell'IRB Hall of Fame in una cerimonia tenuta a Città del Capo (Sudafrica).
Sposato per 44 anni con Nuala, ex assistente di volo, di cui rimase vedovo nel 1999, si risposò nel 2001; ritiratosi sull'Isola di Man, ivi morì il 29 agosto 2013 a 83 anni a causa di un tumore.
Ai suoi funerali, tenutisi nel luogo di morte, presero parte diverse personalità del rugby e del mondo dei media britannici, tra cui Gareth Edwards, Barry John e i dirigenti della federazione gallese.
È anche autore di diverse opere a stampa, tra cui Rugby The Great Ones (1970) e la sua autobiografia, Cliff Morgan: Beyond the Fields of Play (1996).